# Norra Innervik
Norra Innervik is een plaats in de gemeente Skellefteå in het landschap Västerbotten en de provincie Västerbottens län in Zweden. De plaats heeft 74 inwoners (2005) en een oppervlakte van 16 hectare. De plaats ligt iets ten zuidoosten van de stad Skellefteå en de Europese weg 4 loopt net ten zuiden van de plaats. De plaats ligt op ongeveer tussen de anderhalf en de twee kilometer van een baai van de Botnische Golf.